# Pârâul Morii, Ier
Râul Pârâul Morii este un curs de apă, afluent al râului Ier. 

## Hărți
- Harta județului Satu Mare